# Aud la Sabia
No confundir con la legendaria reina consorte Auðr
Aud la Sabia (Nórdico antiguo: Auðr djúpúðga Ketilsdóttir; noruego: Aud den djuptenkte), también conocida como Unn la Sabia o Aud Ketilsdóttir (834-900 d. C.), fue una líder matriarcal y una de las primeras mujeres que encabezaron los asentamientos vikingos en Islandia.
Aud era la hija de Ketil Nariz Chata, un hersir noruego, e Yngvid Ketilsdóttir, hija de Ketill Wether, hersir del reino de Ringerike. Aud se casó con Olaf el Blanco, hijo del caudillo vikingo Ingjald Helgasson. Olaf, tras varias incursiones en Inglaterra e Irlanda, se había declarado rey de Dublín. Tuvieron un hijo, Thorstein el Rojo, y una hija, Jocunda Olafsdattir, princesa de Dublín. 
Tras la muerte de su marido en batalla, Aud y su hijo viajaron a las islas Hébridas. Thorstein se casó y tuvo una gran descendencia; fue un gran señor de la guerra como lo había sido su padre, conquistando la mitad de Escocia y muriendo en batalla tras ser traicionado por otros caudillos. En ese momento, Aud se encontraba en Caithness, cuando supo de la trágica noticia, mandó construir un knarr, una nave vikinga para largas travesías por el océano Atlántico, en secreto, ya que las mujeres no podían ser propietarias de naves de este tipo. 
Una vez construido, Aud se dirigió a las islas Orcadas, donde Groa, hija de Thorstein, contrajo matrimonio y entonces decidió dirigirse a Islandia. En su barco iban veinte hombres, todos libres, pero ella se impuso como líder probando que era una mujer respetada y suficientemente fuerte para gobernar una nave sin ayuda masculina. Al llegar a Islandia, Aud reclamó la tierra de Dales (Dalasýsla), entre Dagverdara y Skraumuhlaupsa. Durante la construcción del navío, cuatro thralls que habían sido tomados prisioneros en las incursiones vikingas en Britania, les prometió la libertad una vez llegasen a la isla. Vífill Ketillson (bisabuelo de Thorfinn Karlsefni), se le dio parte de un territorio que llevaría su nombre (Vifilsdalur) en Hvammur í Skeggjadal (más conocido como Hvammr), el área donde Aud decidió construir su hacienda; Sokkolf a quien cedió Sokkolfsdale, el escocés Hundi que recibió Hundadale y Erpur Meldungsson, hijo de un jarl llamado Meldun, que recibió Saudafellslands. 
Aud es una de las más importantes figuras de la historia de Islandia, al ser una de los primeros colonos, por reclamar un territorio enorme y, sobre todo, por el hecho de ser una mujer. Las mujeres no solían tener un protagonismo ni capacidad para lograr lo que ella hizo en aquel tiempo, pero Aud demostró ser una pionera en su época. Su nombre sugiere lo que se sabe de ella, que tomó el control sobre las circunstancias de su vida, convirtiéndose en una figura de leyenda. Al contrario que muchos compatriotas, Aud fue de los primeros islandeses en aceptar el cristianismo, bautizarse y convertirse en una devota cristiana, levantando varias cruces en su tierra y rezando regularmente en la colina de Krossholar (hoy Krosshólaborg).